# Tongdao
Tongdao, tidigare romaniserat Tungtao, är ett autonomt härad i södra Kina, för dongfolket som lyder under Huaihuas stad på prefekturnivå i Hunan-provinsen.

## Militär betydelse
I Tongdao var tidigare två brigader ur andra artillerikåren placerade, vilka hade ansvar för interkontinentala ballistiska kärnvapenrobotar. Under 2000-talet förefaller brigaderna ha förflyttats till Shaoyang.